# Tennistoernooi van Eastbourne 2009
|                                             |  |                                          |
| Caroline Wozniacki, winnares bij de vrouwen |  | Dmitri Toersoenov, winnaar bij de mannen |

Het tennistoernooi van Eastbourne van 2009 werd van 14 tot en met 20 juni 2009 gespeeld op de grasbanen van de Devonshire Park Lawn Tennis Club in de Engelse kustplaats Eastbourne. De officiële naam van het toernooi was Aegon International.
Dit was de eerste keer dat in Eastbourne een gecombineerd toernooi voor mannen en vrouwen werd georganiseerd.
Het toernooi bestond uit twee delen:
- WTA-toernooi van Eastbourne 2009, het toernooi voor de vrouwen
- ATP-toernooi van Eastbourne 2009, het toernooi voor de mannen

ATP-toernooi van Eastbourne – WTA-toernooi van Eastbourne

2009 · 2010 · 2011 · 2012 · 2013 · 2014 · 2015 · 2016 · 2017 · 2018 · 2019 · 2020 · 2021 · 2022 · 2023 · 2024